# ソラルセ＝プラセンシア・デ・ラス・アルマス
ソラルセ（バスク語: Soraluze）またはプラセンシア・デ・ラス・アルマス（スペイン語: Placencia de las Armas）は、スペイン・バスク州ギプスコア県のムニシピオ（基礎自治体）。公式名は両言語の間にハイフンを挟んだSoraluze-Placencia de las Armas（ソラルセ＝プラセンシア・デ・ラス・アルマス）。

## 名称

### スペイン語名
1343年にはプラセンシア(Placencia)として町が建設された。似たような名称はありふれており、エストレマドゥーラ地方カセレス県のプラセンシア、イタリアのピアチェンツァ(Piacenza)、ビスカヤ県のプレンシア(Plencia)など、中世初期に建設された他の村落と同じ形態である。村や町を建設した王や領主が用いた「喜びのために」を意味するラテン語のフレーズ、「ut Placeat」（英語ではfor pleasure）に由来すると考えられている。カセレス県プラセンシアの自治体標語は「Deo et ut Placeat hominibus」（神と人の喜びのために）である。

### バスク語名
バスク語名称はかつてSoraluceと綴り、現代の正書法ではSoraluze（日本語での読みはいずれもソラルセ）と綴られる。ソラルセとはこの町が設立された場所の旧称であるとされる。王はエルラエヒア(Herlaegia)の住民に命じ、かつてソラルセと呼ばれていた場所にプラセンシアの村が設立された。1397年には村の代表が初めて開催されたギプスコア地方の総会に出席し、議事録によるとプラセンシア・ソラルセ(Placencia Soraluce)という名称を用いた。
バスク語のsoroは「原野」や「庭」を意味し、luzeは「長い」を意味するため、Soraluzeは「長い原野」や「長い果樹園」等を意味する。実際にこの町はデバ川が形成した狭い谷に位置しており、地勢と名称がよく一致している。
バスク語の口語ではPlaentzia（プラエンツィア）、Plazentzia（プラセンツィア）、Plaentxi（プラエンチ）、Plaentxia（プラエンチア）などの呼び方がある。これらの「伝統的」な名称とは別に、「歴史的」な名称としてSoraluze（ソラルセ）がある。2005年まで、エウスカルツァインディア（バスク語アカデミー）はSoraluzeとPlaentziaを同義語と認めていた。

### 「武器の町」の追加
16世紀のこの町は武器産業で大いに発展していた。住民はもはや自分の町をプラセンシア・ソラルセと呼ぶことはなく、「武器のプラセンシア」という意味を持つプラセンシア・デ・ラス・アルマスと呼ぶようになった。1970年代の民主化移行期までは武器産業がこの町の基盤だった。

### ソラルセ＝プラセンシア・デ・ラス・アルマス
1988年には自治体の公式名を変更。バスク語名とスペイン語名をハイフンで結んだ「Soraluze-Placencia de las Armas」（ソラルセ＝プラセンシア・デ・ラス・アルマス）となった。全名が公式名であるため、公文書では常に自治体名は「Soraluze-Placencia de las Armas」と表記される。住民の呼称（形容詞系）はスペイン語がplasencia（プラセンシア）、バスク語がsoraluzetarra（ソラルセタラ）またはplaentxiarra（プラエンチアラ）である。

## 地理
ソラルセの町はギプスコア県西部にあり、デバ川が形成する狭い谷に位置する。デバ川はアラサーテ/モンドラゴンやベルガラを流れた後にソラルセの市街地を通り、エイバル東方やエルゴイバルを流れてデバでビスケー湾に注いでいる。や町を囲む山々は緩やかな斜面を持っており、左岸の山々は標高約300-500m、右岸の山々は標高約700-800mである。市街地の北東方向には標高749mのカラカテ山がそびえている。

## 歴史
1343年にはカスティーリャ王アルフォンソ11世によって、プラセンシア(Placencia)として町が建設された。それ以来あらゆる種類の武器製造に関わってきており、町の建設時にはプラセンシア・ソラルセと呼ばれていたが、15世紀には町の主要産業にちなんで、スペイン語で武器を意味するラス・アルマスが名称に加えられた。
かつては武器製造がソラルセの産業を独占していたが、19世紀末には機械製造を行う企業が現れた。機械産業は1960年代にピークに達し、ザ・プラセンシア・デ・ラス・アルマス・カンパニー・リミテッドが町を牽引する企業となった。町にあった王立銃器工場は20世紀半ばに武器の製造を終えている。1950年の人口は3,552人だったが、カスティーリャ・イ・レオン地方、ガリシア地方、エストレマドゥーラ地方、アンダルシア地方などからの国内移民を集め、1970年には5,659人まで増加した。20世紀末にはスペインの機械産業自体が低迷し、1970年から2001年までの約30年間に人口が1,500人ほど減少した。
現在のソラルセに拠点を置く企業の大半は機械/金属製品を製造しており、自動車部品や工作機械の工場が重要な位置を占めている。デバ川の谷にある町はいずれもソラルセ同様に第二次産業を産業基盤としている特性を持っており、エイバルは「武器の町」、エルゴイバルは「工作機械の主都」という愛称を持ち、アラサーテ/モンドラゴンは家電のファゴールや自転車のオルベアを内包するモンドラゴン協同組合企業の本拠地として知られる。

## 政治
| 政党                                                      | 2015   | 2015   | 2011   | 2011   | 2007   | 2007   |
| 政党                                                      | 得票率 | 議席数 | 得票率 | 議席数 | 得票率 | 議席数 |
| エウスカル・エリア・ビルドゥ (EH Bildu) / ビルドゥ(Bildu) | 44.05% | 5      | 41.43% | 5      | -      | -      |
| バスク民族主義党 (EAJ-PNV)                                | 31.57% | 4      | 30.51% | 4      | 25.17% | 3      |
| バスク社会党 (PSE-EE)                                     | 17.92% | 2      | 17.23% | 2      | 20.20% | 2      |
| 国民党 (PP)                                               | 4.11%  | 0      | 6.87%  | 0      | 7.63%  | 1      |
| エスケル・バトゥア＝ベルデアク (EB-B)                     | -      | -      | 1.6%   | 0      | -      | -      |
| バスク民族主義者行動 (EAE-ANV)                            | -      | -      | -      | -      | 26.54% | 3      |
| バスク連帯 (EA)                                           | -      | -      | -      | -      | 15.4%  | 2      |
| エスケル・バトゥア＝ベルデアク/アララール (EB-B/A)        | -      | -      | -      | -      | 4.17%  | 0      |

## 人口
| ソラルセ＝プラセンシア・デ・ラス・アルマスの人口推移 1900－2010 |
|                                                                 |
| 出典:INE（スペイン国立統計局）1900年 - 1991年、1996年 -         |

## 交通
スペインの首都マドリードからギプスコア県都サン・セバスティアンを経てイルンに向かう国道AP-1号線はデバ谷に沿って走っているが、ソラルセの町は短絡している。AP-1号線と並行して県道GI-627号線が走っており、この県道はソラルセ市街地を通過している。
ソラルセの町自体に鉄道路線は通っていないが、北西に約3-4km離れたエイバルやエルゴイバルにはバスク鉄道の駅があり、サン・セバスティアンやビスカヤ県都ビルバオに向かう列車が走っている。南に約4km離れたベルガラは、かつてバスク＝ナバーラ鉄道の終着駅だった。この鉄道はベルガラからモンドラゴンを通ってアラバ県都ビトリアに至った。ビトリアで運行系統が変わり、エガ川沿いを通ってナバーラ地方のエステーリャに至っていた。この鉄道は1967年に廃止された。

## 出身者
- ラミロ・ララニャガ（スペイン語版）(1924-2005) : 版画家・著作家・職人。
- アリツ・ラスクライン（スペイン語版）(1979-) : バスク・ペロタ選手。

## 姉妹都市
ソラルセ＝プラセンシア・デ・ラス・アルマスの姉妹都市は、いずれもPlacenciaという名称に関わりがある自治体/教区である。
- ピアチェンツァ
- プラセンシア
- プラセンシア・デ・ハロン（スペイン語版）
- プラセンシア・デル・モンテ（スペイン語版）
- プレジール
- プラゼーレス（スペイン語版）（リスボン内の教区）
- プラゼーレス（スペイン語版）（マデイラ諸島マデイラ島内の教区）